# آندرس بونیفاسیو
آندرس بونیفاسیو یی د کاسترو (اسپانیایی: Andrés Bonifacio y de Castro‎، ۳۰ نوامبر ۱۸۶۳ – ۱۰ مه ۱۸۹۷)؛ ملی‌گرای فیلیپینی، رهبر انقلابی و نخستین رئیس‌جمهور غیررسمی فیلیپین بود. وی با نام " «پدر انقلاب فیلیپین و پدر ملت فیلیپین» شناخته می‌شود.